# Cyclopinoides littoralis
Cyclopinoides littoralis – gatunek widłonoga z rodziny Smirnovipinidae. Opisał go w 1872 roku brytyjski zoolog George Stewardson Brady, nadając mu nazwę Cyclops littoralis.